# Electró-volt
Un electró-volt (símbol: eV) —de vegades electronvolt, que també és correcte— és la quantitat d'energia adquirida per un electró lliure en travessar un camp elèctric amb una diferència de potencial d'un volt. És una unitat d'energia, l'equivalència exacta en joules  és:
{\displaystyle 1\,{\text{eV}}=1,602\,176\,634\times 10^{-19}{\text{J}}}
L'energia que adquireix un electró dins d'un camp elèctric és energia cinètica {\textstyle E_{c}={\frac {1}{2}}mv^{2}}, deguda a la velocitat {\displaystyle v} que adquireix quan s'accelera l'electró de massa {\displaystyle m}. Aquesta energia es pot calcular a partir del treball {\displaystyle W} que fa el camp elèctric sobre l'electró {\displaystyle W=-q\Delta V}. En el cas d'un electró {\displaystyle q=-e}, el valor de la càrrega elèctrica elemental, i si la diferència de potencial és 1 volt, {\displaystyle \Delta V=1{\text{V}}}, resulta que l'energia cinètica és:
{\displaystyle E_{c}=W=-(-1,602\,176\,634\times 10^{-19})\,{\text{C}}\cdot 1{\text{V}}=1,602\,176\,634\times 10^{-19}{\text{J}}}
L'electró-volt no és una unitat del Sistema Internacional d'Unitats (SI), però està acceptada per ser utilitzada amb unitats del SI. Com que l'electró-volt és una quantitat ínfima, sovint se n'utilitzen els múltiples del SI, que són:
- El quiloelectró-volt: 1 keV = 10³ eV
- El megaelectró-volt: 1 MeV = 10⁶ eV
- El gigaelectró-volt: 1 GeV = 10⁹ eV
- El teraelectró-volt: 1 TeV = 1012 eV

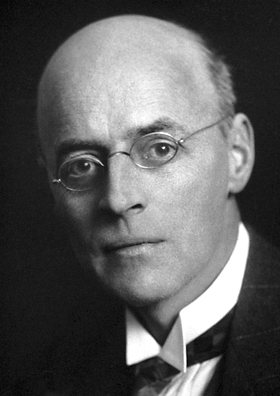
Owen W. Richardson
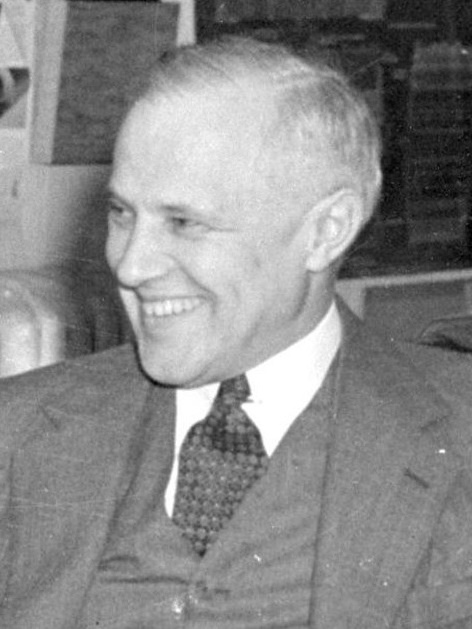
Karl T. Compton.

## Història
L'electró-volt és una unitat d'energia introduïda en física l'octubre del 1912 amb el nom en anglès d'equivalent volt, en un article sobre l'efecte fotoelèctric, pel físic anglès Owen Willans Richardson (1879-1959), Premi Nobel de Física del 1928, i l'estatunidenc Karl Taylor Compton (1887-1954) de la Universitat de Princeton, germà del Premi Nobel de Física del 1927 Arthur Holly Compton (1892-1962).
Als EUA, amb el desenvolupament de la física de partícules, es va començar a utilitzar la unitat BeV (o bev o Bev), on B representava un bilió (de l'anglès "billion"). El 1948, però, la IUPAP va rebutjar-ne l'ús i va preferir l'ús del prefix gig per a mil milions d'electrovolts, per la qual cosa la unitat s'abreuja GeV.
En algunes publicacions antigues, s'usa "ev" com a abreviatura d'electronvolt.
El nom de l'accelerador de partícules Bevatron (en funcionament de 1954 a 1993, Berkeley, EUA) es va derivar de la unitat BeV. Segons la mateixa clau, es va nomenar l'accelerador Tevatron (1983-2011, Illinois), que accelerava protons i antiprotons a energies de fins a 1 TeV. El nom Zevatron s'usa de vegades amb exageració per a fonts astrofísiques naturals de partícules amb energies de fins a 1021  eV (prefix zetta). Mai no s'havia registrat l'energia més gran d'una sola partícula.

## Radiació electromagnètica
La radiació electromagnètica a partir de l'infraroig proper fins als raigs còsmics més energètics sovint es classifiquen en intervals d'energia mesurats en electró-volts. La relació entre l'energia en joules del fotó i la freqüència de la radiació és la fórmula d'Einstein {\displaystyle E=h\nu }, on {\displaystyle h} és la constant de Planck i {\displaystyle \nu } la freqüència en hertz.
| Nom de la radiació                             | Energies (eV)  | Energies (J)       | Freqüències (Hz) |
| ---------------------------------------------- | -------------- | ------------------ | ---------------- |
| Part de les microones i infraroig llunyà       | 0,1 – 1        | (1,6 – 16) × 10–20 | (3 – 30) × 1013  |
| Infraroig proper, visible i ultraviolat proper | 1 – 10         | (1,6 – 16) × 10–19 | (3 – 30) × 1014  |
| Ultraviolat de buit                            | 10 – 100       | (1,6 – 16) × 10–18 | (3 – 30) × 1015  |
| Raigs X blans                                  | 100 – 1 000    | (1,6 – 16) × 10–17 | (3 – 30) × 1016  |
| Raigs X blans                                  | (1 – 10) × 10³ | (1,6 – 16) × 10–16 | (3 – 30) × 1017  |
| Raigs X durs i raigs γ blans                   | (1 – 10) × 104 | (1,6 – 16) × 10–15 | (3 – 30) × 1018  |
| Raigs γ blans i durs                           | (1 – 10) × 10⁵ | (1,6 – 16) × 10–14 | (3 – 30) × 1019  |
| Raigs γ durs i raigs γ còsmics                 | (1 – 10) × 106 | (1,6 – 16) × 10–13 | (3 – 30) × 1020  |
| Raigs γ produïts per raigs còsmics             | (1 – 10) × 107 | (1,6 – 16) × 10–12 | (3 – 30) × 1021  |

## Energies de fenòmens atòmics i moleculars

Primeres energies d'ionització dels elements en funció del nombre atòmic.

Diferents energies de fenòmens atòmics s'expressen en electró-volts. És el cas de l'energia d'ionització, l'energia que cal aportar a un àtom o una molècula per extreure-li un electró. És una propietat característica de cada element químic i presenta una variació regular en la taula periòdica. Els valors oscil·len entre 3,89 eV pel cesi fins a 24,59 eV de l'heli. També el treball d'extracció dels metalls o funció de treball, l'energia necessària per extreure electrons d'un sòlid, s'expressen en electró-volts. S'empra en l'efecte fotoelèctric i l'efecte termoiònic.
| Elements               | Al   | Ag        | Be  | Cd   | Ca  | Cs   | Co  | Cu  | Ni   | Nb  | Au  | Pt   | Zn  |
| ---------------------- | ---- | --------- | --- | ---- | --- | ---- | --- | --- | ---- | --- | --- | ---- | --- |
| Funció de treball (eV) | 4,08 | 4,26-4,73 | 5,0 | 4,07 | 2,9 | 1,95 | 5,0 | 4,7 | 5,01 | 4,3 | 5,1 | 6,36 | 4,3 |

## Masses en eV

Partícules elementals segons el model estàndard. Les energies s'expressen en eV.

A causa de la relació massa i energia {\displaystyle E=mc^{2}} o {\textstyle m={\frac {E}{c^{2}}}} establerta pel físic alemany Albert Einstein el 1905, en física de partícules usa l'eV/c² com a unitat de massa, amb l'avantatge que la conversió entre massa i energia és trivial. Per exemple, un electró i un positró, cadascun amb una massa de 0,511 MeV/c², poden aniquilar-se generant una energia de 2 · 0,511 MeV = 1,022 MeV. L'equivalència és:
{\displaystyle m=1{\frac {\text{eV}}{c^{2}}}\cdot {\frac {1,602\times 10^{-19}{\text{J}}}{1{\text{eV}}}}\cdot {\frac {c^{2}}{(2,998\times 10^{8}{\text{m/s}})^{2}}}=1,783\times 10^{-36}{\text{kg}}}
1 eV/c² = 1,783 × 10–36 kg
1 keV/c² = 1,783 × 10–33 kg
1 MeV/c² = 1,783 × 10–30 kg
1 GeV/c² = 1,783 × 10–27 kg

## Grandària de la unitat
L'electró volt és una quantitat extremadament petita d'energia a una escala comuna. L'energia d'un mosquit volador és d'aproximadament un bilió d'electrovolts. Per tant, la unitat és útil on les energies típiques són molt petites, és a dir, en un món de partícules Aquí, també, 1 eV és sovint una energia relativament petita, per la qual cosa s'utilitzen múltiples i prefixos més grans. 1 keV és mil eV, 1 MeV és un milió d'eV, 1 GeV és mil milions d'eV, 1 TeV és un bilió de eV. De vegades s'utilitza l'abreviatura com a sigla.
L'accelerador de partícules més gran (LHC) subministra a cada protó 7 TeV. En trencar un sol nucli d'urani 235U, s'alliberen aproximadament 215 MeV. En combinar un nucli d'un àtom de deuteri amb un nucli de triti, s'alliberen 17,6 MeV. A les pantalles de televisió en color, els electrons són accelerats per un alt voltatge d'uns 32.000 volts, de manera que els electrons adquireixen una energia cinètica de 32 keV. Els electrovolts són molt adequats per mesurar l'energia dels enllaços químics, són de l'ordre d'unitats o desenes d'eV per una molècula. Calen 13,6 eV per extreure un electró d'un àtom d'hidrogen (ionització). L'ordre d'eV també té energies de fotons de llum visible. En la termodinàmica es produeixen energies inferiors als electronvolts; per exemple, l'energia cinètica mitjana de les partícules d'aire a temperatura ambient és de 38 meV (mil·lielectrovolts).
La velocitat d'un electró amb una energia cinètica d'1 eV és d'aproximadament 593 km/s. La velocitat d'un protó amb la mateixa energia cinètica és aleshores de només 13,8 km/s.
La magnitud de l'electronvolt en unitats SI es determina mesurant la càrrega de l'electró. El més precís dels mètodes coneguts és el mesurament de l'efecte Josephson, que determina el valor de la constant de Josephson {\displaystyle K_{\mathrm {J} }}. La magnitud de la càrrega elemental es determina llavors a partir de la relació {\displaystyle e={\frac {2}{\left(R_{\mathrm {K} }K_{\mathrm {J} }\right)}}}. Zde {\displaystyle R_{\mathrm {K} }}. Aquí {\displaystyle R_{\mathrm {K} }} és la constant de von Klitzing, que es mesura amb més precisió que {\displaystyle K_{\mathrm {J} }}. La desviació estàndard relativa del mesurament constant de Josephson és 2,5 × 10 −8 (2,5 milionèsimes de percentatge), i la conversió d'un electró-volt en un juliol és igual de precisa.

## Experiments de dispersió
En un experiment de dispersió nuclear de baixa energia, és convencional referir-se a l'energia de retrocés nuclear en unitats d'eVr, keVr, etc. Això distingeix l'energia d'entrada nuclear de l'energia d'entrada "equivalent a l'electró" (eVee, keVee, etc.) mesurada per llum de centelleig. Per exemple, el rendiment d'un fototub es mesura en phe/keVee (fotoelectrons per keV d'energia equivalent a l'electró). La relació entre eV, eVr i eVee depèn del medi en què té lloc la dispersió, i cal establir-lo empíricament per a cada material.

## Relació amb altres propietats físiques i unitats

### Massa
Per equivalència massa-energia, l'electronvoltio correspon a una unitat de massa. És comú en física de partícules, on les unitats de massa i energia sovint s'intercanvien, expressar la massa en unitats de eV/c2, on c és la velocitat de la llum en el buit (d'E = mc2). És comú expressar informalment la massa en termes d'eV com a unitat de massa, utilitzant efectivament un sistema d'unitats naturals amb c fixat en 1. El quilogram equivalent de 1eV/c2 és:
{\displaystyle 1\;{\text{eV}}/c^{2}={\frac {(1.602\ 176\ 634\times 10^{-19}\,{\text{C}})\times 1\,{\text{V}}}{(299\ 792\ 458\;\mathrm {m/s} )^{2}}}=1.782\ 661\ 92\times 10^{-36}\;{\text{kg}}.}
Per exemple, un electró i un positró, cadascun amb una massa de 0.511 MeV/c², poden aniquilar-se per produir 1,022 MeV d'energia. Un protó té una massa de 0,938 GeV/c². En general, les masses de tots els hadrons són de l'ordre d'1 GeV/c², el que fa del GeV/c2 una unitat de massa convenient per a la física de partícules:
- 1 GeV/c² = 1.78266192×10−27 kg.

La constant de massa atòmica (mu), una dotzena part de la massa d'un àtom de carboni-12 s'aproxima a la massa d'un protó. Per convertir a electronvolt massa-equivalent, es pot utilitzar la fórmula:
- mu = 1 Da = 931.4941 MeV/c² = 0.9314941 GeV/c².

### Mesura de la temperatura
En algunes àrees, com per exemple la física dels plasmes, pot ser convenient utilitzar l'electró-volt com la unitat de la temperatura. Per a saber la temperatura d'una partícula en kèlvins, a partir de la seva energia en electró-volts, es fa servir la constant de Boltzmann kB.
{\displaystyle {1{\mbox{ eV}} \over k_{B}}={1,602\ 177\times 10^{-19}\,{\mbox{ J}} \over 1,380\ 650\times 10^{-23}\,{\mbox{ J/K}}}=11\ 605\,{\mbox{ K}}}
Per exemple, una temperatura típica del plasma a una fusió per confinament magnètic és de 15 keV, és a dir 174 MK (megakelvins). La temperatura ambient (~ 20 °C) correspondria a 1/40e electró-volt (0,025 eV).

### Moment
Amb la física d'altes energies, sovint s'utilitza l'electronvolt com a unitat de moment (quantitat de moviment). Una diferència de potencial de 1 volt causa que un electró guanyi una quantitat d'energia (o sigui 1 eV). Això dóna lloc a l'ús d'eV (i keV, MeV, GeV o TeV) com a unitats de moment, perquè l'energia proveïda resulta en l'acceleració de la partícula.
Les dimensions de les unitats de moment són L1 M1 T -1. Les dimensions d'unitats d'energia són L2 M1 T -2. Per tant, dividint les unitats d'energia (com eV) per una constant fonamental que té unitats de velocitat L1 T -1, facilita la conversió requerida dutilitzar unitats denergia per descriure moment. En el camp de la física de partícules d'alta energia, la unitat de velocitat fonamental és la velocitat de la llum al buit c.
Si es divideix l'energia en eV per la velocitat de la llum, podeu descriure el moment d'un electró en unitats de eV/c.
La constant fonamental de velocitat c sovint és deixada de costat de les unitats de moment mitjançant definir unitats de longitud tal com el valor de c és unitari. Per exemple, si el moment p d'un electró es diu que és d'1 GeV, per tant, la conversió a MKS es realitza com:
{\displaystyle p=1\;{\text{GeV}}/c={\frac {(1\times 10^{9})\cdot (1.602\ 176\ 634\times 10^{-19}\;{\text{C}})\cdot (1\;{\text{V}})}{2.99\ 792\ 458\times 10^{8}\;{\text{m}}/{\text{s}}}}=5.344\ 286\times 10^{-19}\;{\text{kg}}\cdot {\text{m}}/{\text{s}}.}

### Distància
A física de partícules, un sistema d′"unitats naturals" en el qual la velocitat de la llum en el buit c i la constant de Planck reduïda ħ són adimensionals i iguals a la unitat és àmpliament utilitzat: c = ħ = 1. En aquestes unitats, tant distàncies com a temps són expressats en unitats d'energia inverses (mentre que energia i massa són expressats en les mateixes unitats, vegeu equivalència massa energia). En particular, les longituds de dispersió de partícules sovint són presentades en unitats de la inversa de les masses de partícules.
Fora d'aquest sistema d'unitats, els factors de conversió entre electrovolti, segon i nanòmetre són les següents:
{\displaystyle \hbar ={\frac {h}{2\pi }}=1.054\ 571\ 817\ 646\times 10^{-34}\ {\mbox{J s}}=6.582\ 119\ 569\ 509\times 10^{-16}\ {\mbox{eV s}}.}
Aquestes relacions també permeten expressar la vida mitjana τ d'una partícula inestable (en segons) en funció de la seva amplada de la ressonància Γ (en eV) mitjançant Γ = ħ/τ. Per exemple, el mesó B0 posseeix una vida mitjana de 1.530(9) picosegons, l'amplada mitjana de ressonància és cτ = 459.7 μm, o una amplada de ressonància de 4.302 10-4 eV.
En canvi, les minúscules diferències de masses dels mesons responsables de les oscil·lacions dels mesons sovint són expressades en picosegons inversos a la unitat que resulta més convenient.
L'energia expressada en electrovolts de vegades és expressada mitjançant la longitud d'ona de la llum amb fotons de la mateixa energia:
{\displaystyle {\frac {1\;{\text{eV}}}{hc}}={\frac {1.602\ 176\ 634\times 10^{-19}\;{\text{J}}}{(2.99\ 792\ 458\times 10^{10}\;{\text{cm}}/{\text{s}})\cdot (6.62\ 607\ 015\times 10^{-34}\;{\text{J}}\cdot {\text{s}})}}\thickapprox 8065.5439\;{\text{cm}}^{-1}.} sovint són presentades en unitats de la inversa de la massa de la partícula.